# مایک نوریس (هنرپیشه)
مایک نوریس (انگلیسی: Mike Norris) یک هنرپیشه آمریکایی که همچنین پسر بزرگ بازیگر و قهرمان هنرهای‌رزمی چاک نوریس می‌باشد. او همچنین در سال ۲۰۰۴ فیلم بیردی و بوگی را کارگردانی و بازی کرد. 
در ۲۳ می ۱۹۹۲، نوریس با همسرش والری ازدواج کرد. آنها سه فرزند دارند: هانا (متولد ۱۹۹۵) و دوقلوهای مکس و گرتا (متولد ۲۰۰۰).

## گزیده آثار بازیگری
- هشت‌ضلعی (۱۹۸۰) در نقش هجده سالگی اسکات
- جنگجویان جوان (۱۹۸۳) در نقش فرد
- آمریکایی اصیل (۱۹۸۶) در نقش ساوی براون
- بازی بقا (۱۹۸۷) در نقش مایک هاوکینز
- نیروی دلتا ۳ (۱۹۹۱) در نقش جرج
- حلقه مرگ (۱۹۹۲) در نقش مت کالینز
- رپیر من (۱۹۹۵) در نقش مایک لازو
- کارناوال گرگ‌ها (۱۹۹۶) در نقش باب سرب
- ناقوس بی‌گناهان (۲۰۰۳) در نقش جوکس جوناس
- بیردی و بوگی (۲۰۰۴) در نقش دنی اوکانر
- یک بله بزرگتر (۲۰۰۹) در نقش کوین
- آمریگدون (۲۰۱۶) در نقش هارلن
- نجات مرد حلبی (۲۰۱۷) در نقش استیو زاگانو
- چهارراه هانتر وایلد (۲۰۱۹) در نقش هانتر وایلد